# سالبادور ميخياس
سالبادور ميخياس (بالإسبانية: Salvador Mejías)‏ هو لاعب كرة قدم إسباني في مركز الهجوم، ولد في 26 أبريل 1963 في قادس في إسبانيا. شارك مع منتخب إسبانيا تحت 21 سنة لكرة القدم. أما مع النوادي، فقد لعب مع ريال مورسيا وسيلتا فيغو ونادي إلتشي ونادي قادش.